# Lexington, Kentucky
Lexington là thành phố lớn thứ hai ở tiểu bang Kentucky và là thành phố lớn thứ 65 ở Mỹ. Dân số thành phố năm 2009 ước tính 296.545 người, dân số vùng đô thị là 470.849 người và dân số khu vực thống kê kết hợp là 688.707 người.

## Liên kết
- Official website of Lexington, Kentucky
- Official website of Downtown Lexington Corporation
- Lexington Kentucky: The Athens of the West, a National Park Service Discover Our Shared Heritage Travel Itinerary
- Downloadable PDF and Plain text versions of George Washington Ranck's 1872 book, History of Lexington, Kentucky